# Hangar-7

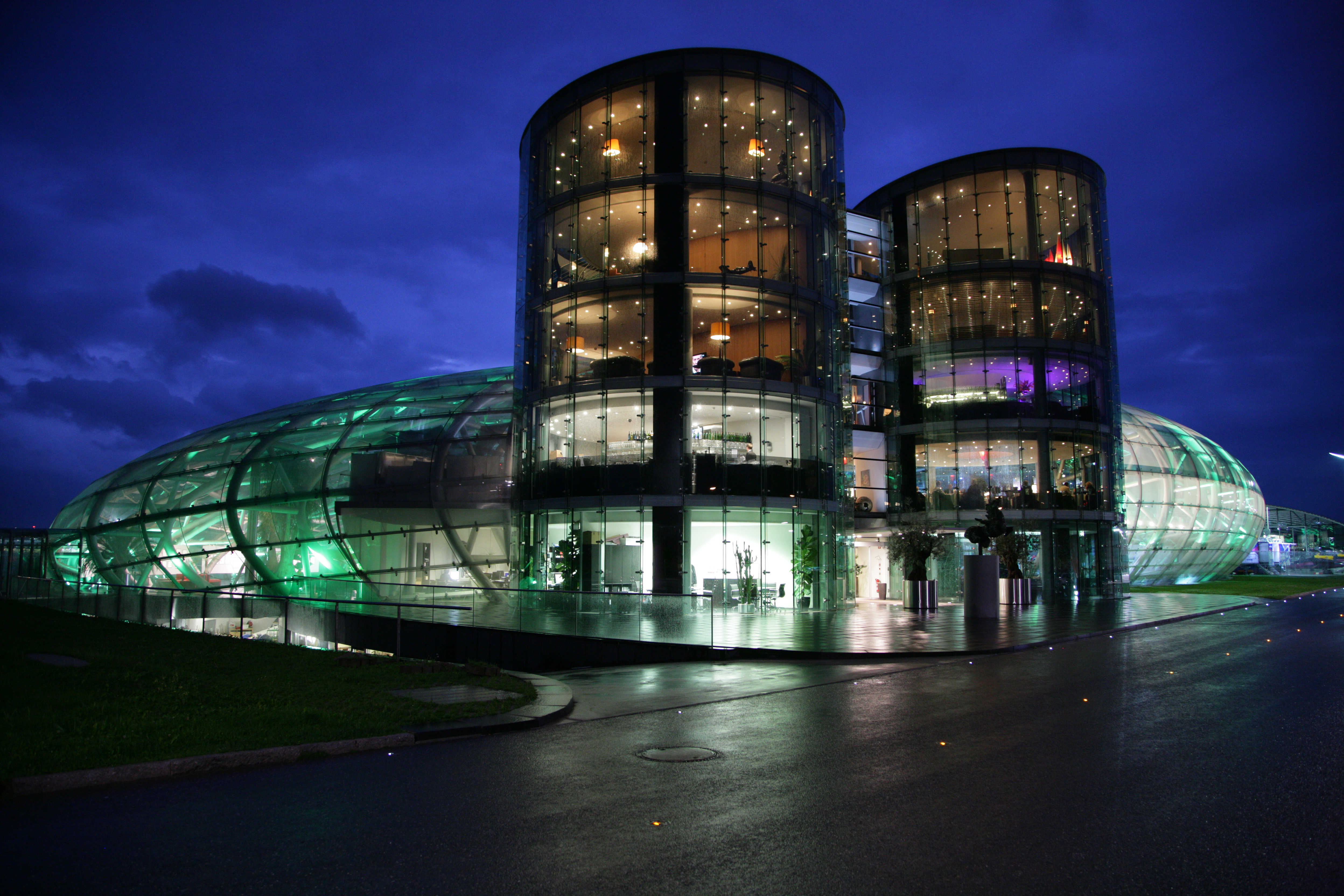
Hangar-7 bei Nacht, Rundtürme beidseits des Eingangs (vom Südosten, Mai 2010)

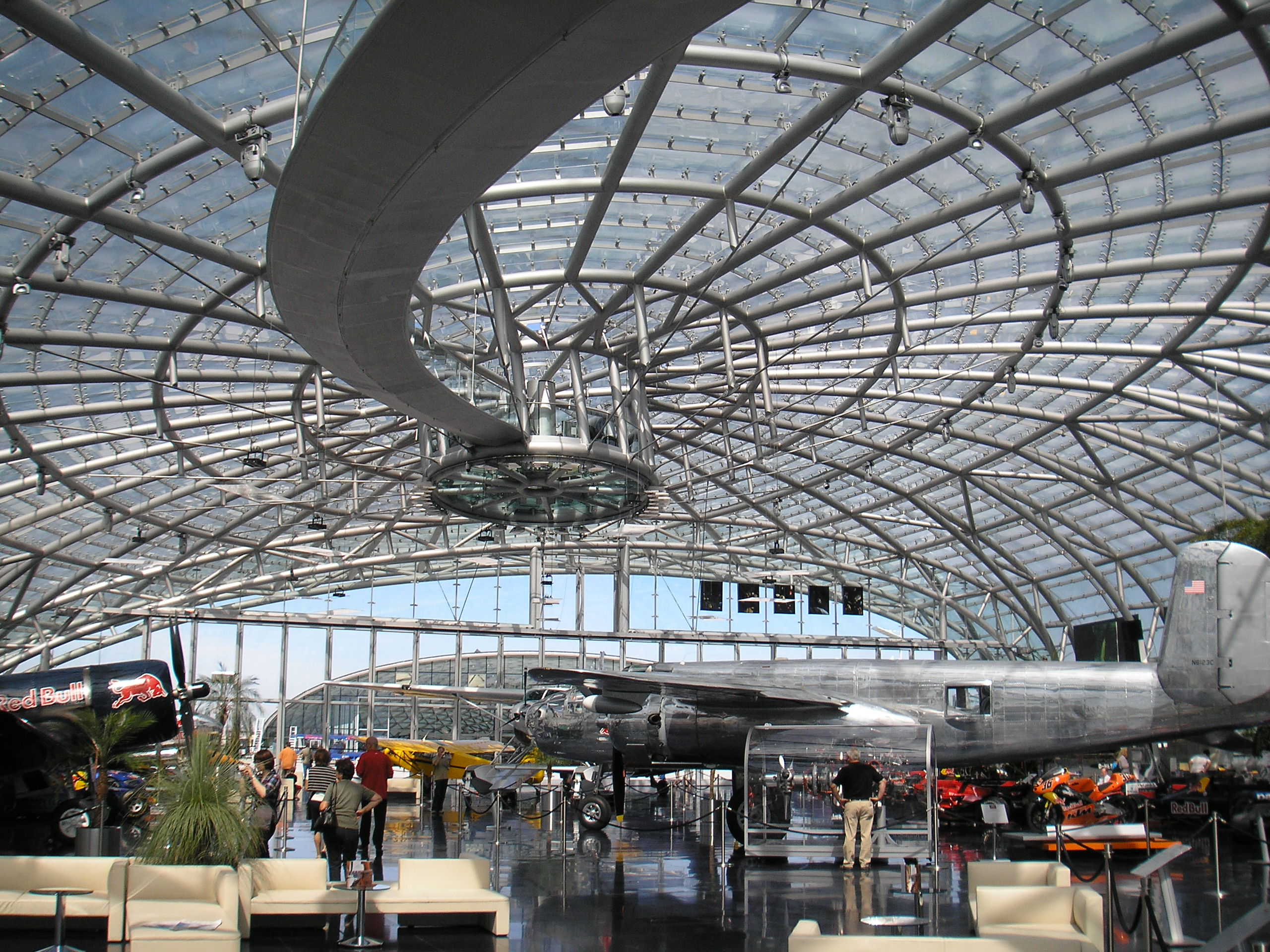
Flugzeuge unter der Dachwölbung des Hangar-7, Blick nach NNW durch das Glastor auf Hangar-8 (August 2009)

Der Hangar-7 an der Ostseite des Flughafens Salzburg ist ein multifunktionelles Gebäude, das eine Sammlung historischer Flugzeuge, Helikopter und Formel-1-Rennwagen des am 22. Oktober 2022 verstorbenen Unternehmers Dietrich Mateschitz beherbergt. Das Stahlgerippe trägt durchgängig eine Hülle aus klarem Glas. Das flach, doch etwas schräg liegende Ellipsoid ist am Hangartor schräg angeschnitten und wird am Eingang gegenüber von zwei zylindrischen Türmen durchdrungen.
Der Bau dient als Ausstellungsraum und ist mit seinem Restaurant „Ikarus“, zwei Bars, einer Outdoor Lounge und einem Café ein Veranstaltungsort und Treffpunkt.

## Geschichte und Bau
Bei Planungsbeginn im Oktober 1999 war der Hangar-7 ursprünglich als Heimat der Flying Bulls konzipiert, deren Flotte Ende der 1990er Jahre zu groß für die vorhandenen Platzverhältnisse am Innsbrucker Flughafen geworden war. Der Hangar wurde vom österreichischen Architekten Volkmar Burgstaller geplant, die Bauarbeiten am Gelände östlich der Landebahn des Flughafens Salzburg begannen im Jänner 2001. Am 22. August 2003 wurde das Bauwerk feierlich eröffnet.
Bei freiem Eintritt zieht das Gebäude jährlich mehr als 200.000 Besucher an.
Für die Restaurierung und Instandhaltung der Flugmaschinen wurde nordnordwestlich des Hangars-7 der etwas kleinere, ähnlich geformte Hangar-8 errichtet, der üblicherweise für Besucher nicht zugänglich ist.

### Architektur
Die Wölbung des etwas schräg liegenden, flachen, dreiachsigen Ellipsoids wird von außen gesehen mit der eines Flugzeugflügels assoziiert, von innen mit dem Himmelsgewölbe. Die 1200 Tonnen schwere Stahlkonstruktion wurde durch die Waagner Biro AG, ebenso wie der folgende Bau des Hangar-8 nach einem Entwurf des Atelier Volkmar Burgstaller errichtet. 1754 Glastafeln – 380 Tonnen Spezialglas – bilden die transparente Außenverkleidung auch an den 2 zylindrischen Türmen beidseits des Eingangs. Das mit dem Hangartor schräg abgeschnittene Stahl-Glas-Ellipsoid erstreckt sich über 100 Meter Länge, 14,5 m Höhe und 67 m Breite.
Ver- und Entsorgung erfolgt über eine Straßenrampe im SSO ins Untergeschoß.

## Exponate

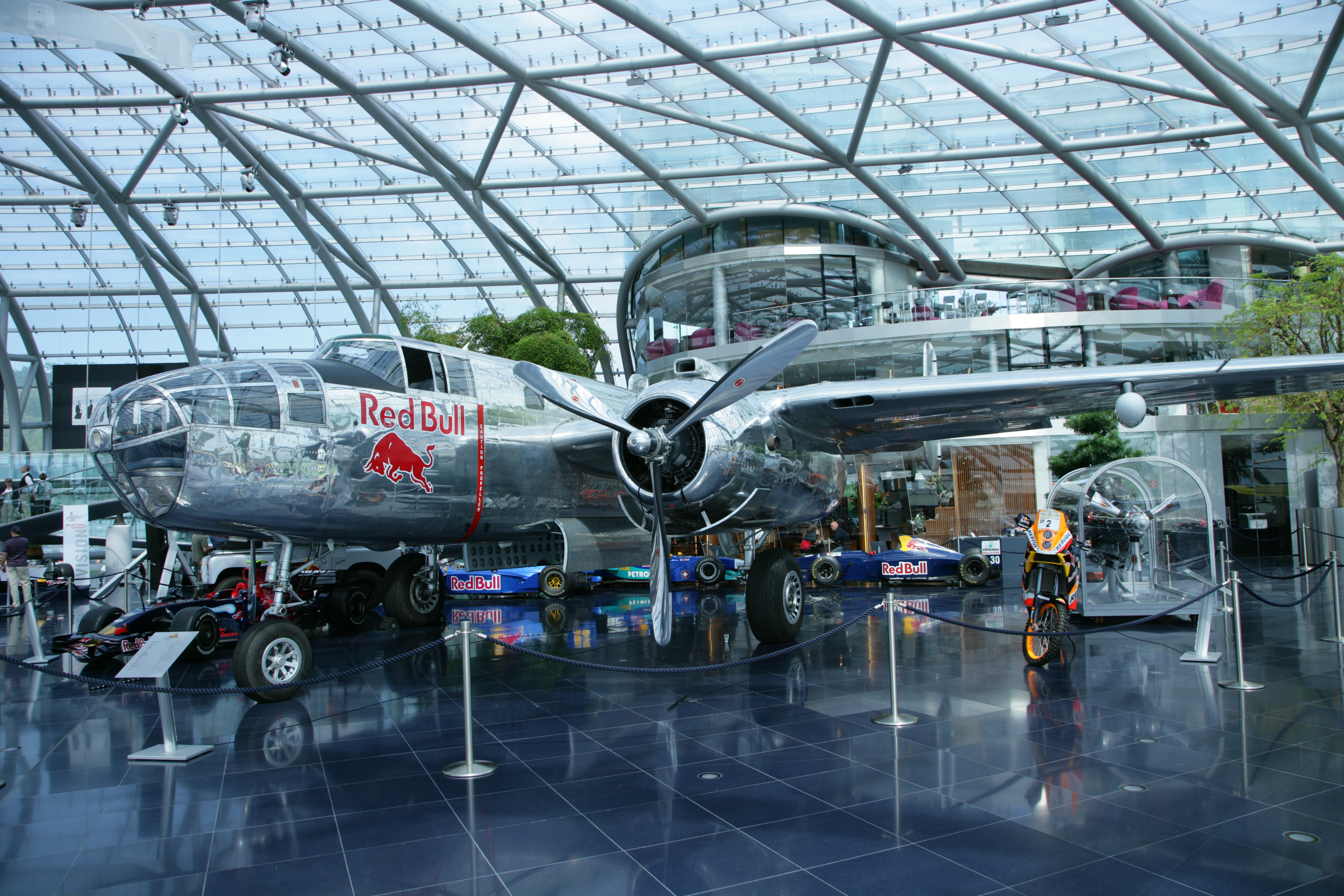
US-Bomber B-25J „Mitchell“ aus den 1940ern in der Ausstellung (2010)

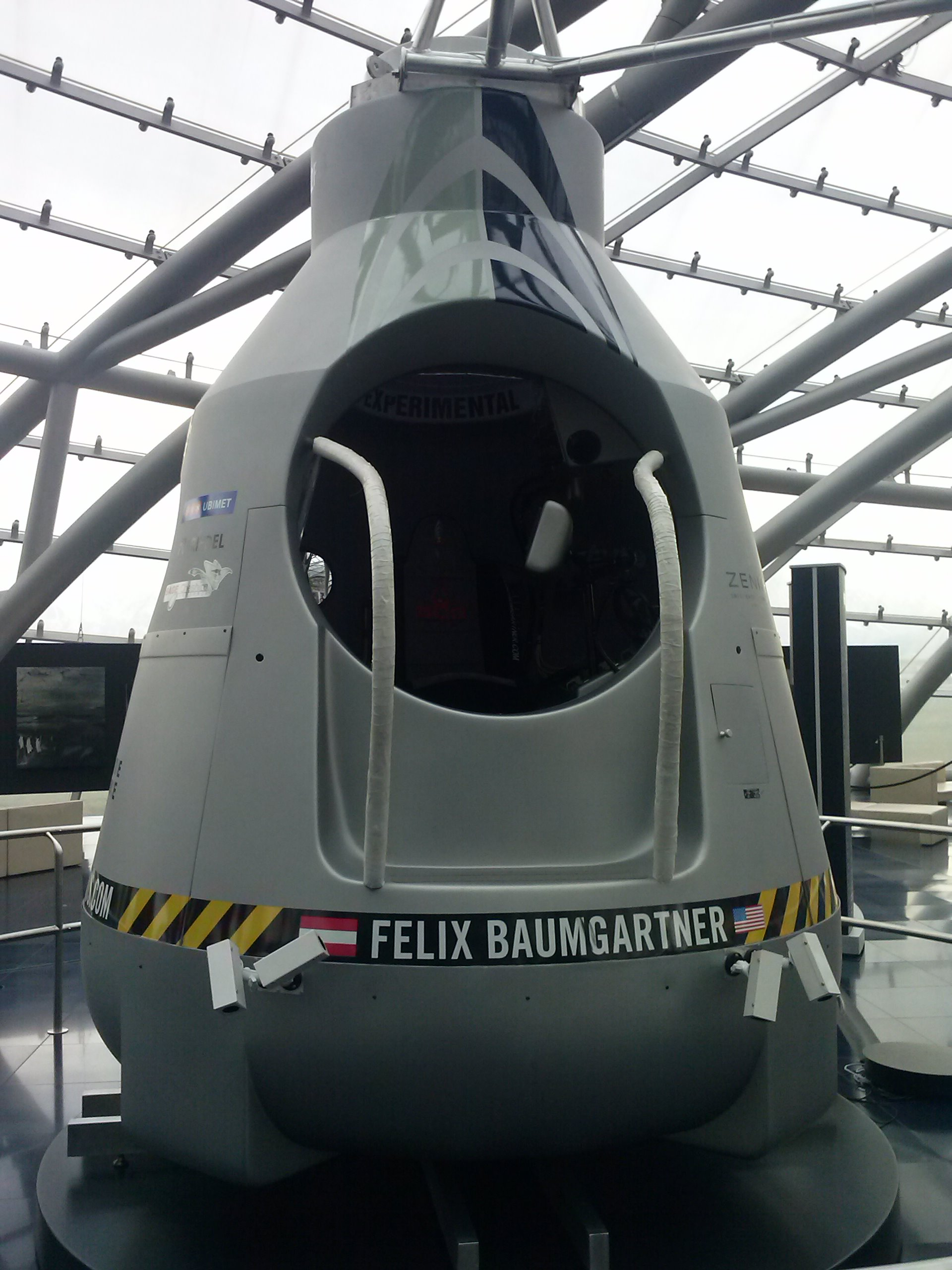
Druckkapsel von Felix Baumgartners Stratosphärensprung 2012 (2014)

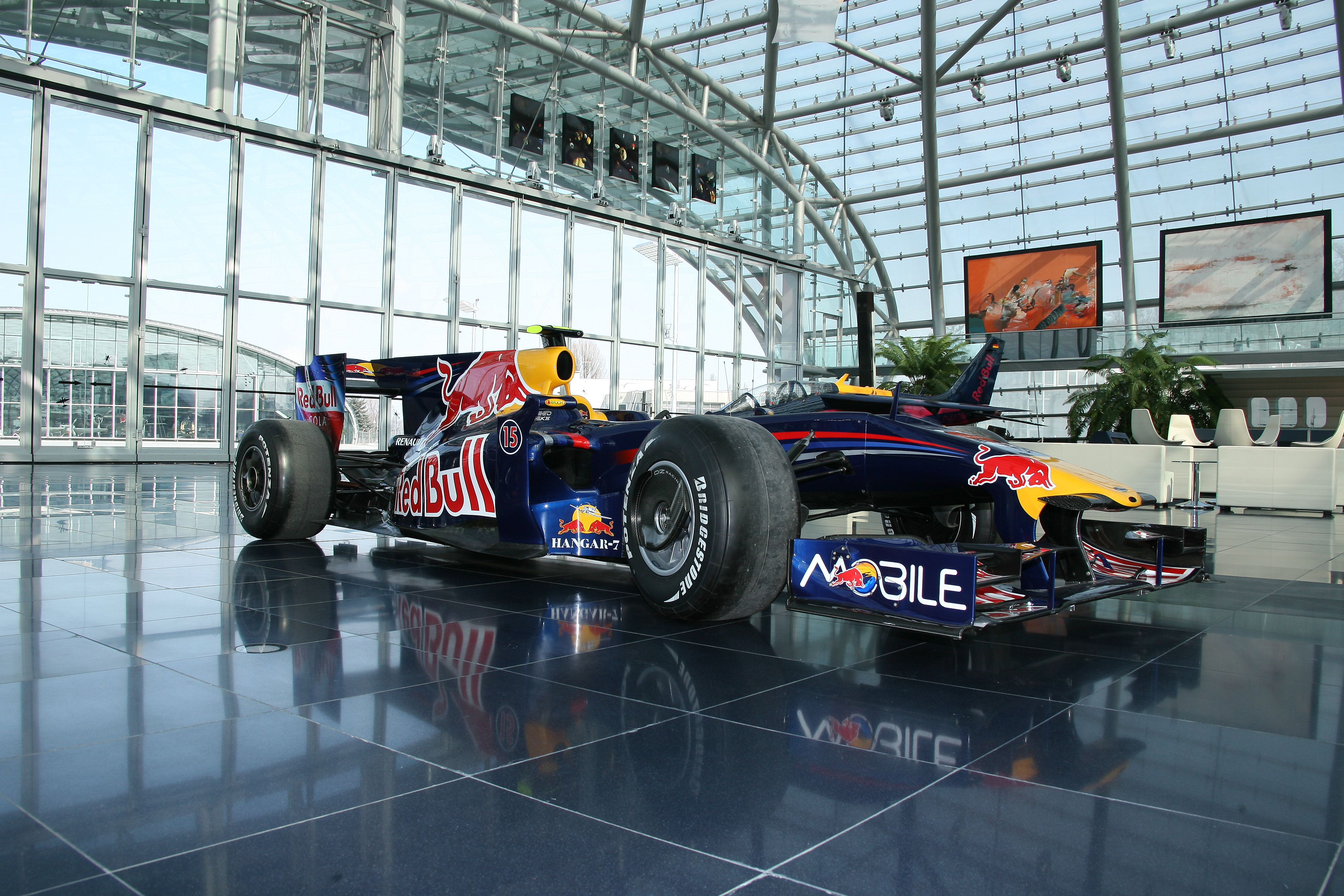
Red Bull Racing RB5 der Saison 2009 im Hangar-7

Eine Douglas DC-6B ist das größte Exponat des Museums und zugleich das größte Flugzeug der Flying Bulls. Das Flugzeug ist die ehemalige Präsidentenmaschine des jugoslawischen Marschalls und späterem Staatspräsidenten Tito. Auf Grund der Höhe des Seitenleitwerks der Maschine musste oberhalb des Hangartors ein Klappelement eingebaut werden, um die Maschine in den Hangar fahren zu können.

### Weitere Flächenflugzeuge
- Boeing-Stearman PT-17
- Fairchild PT-19 M-62 A (seit Oktober 2007)
- Lockheed P-38L
- North American B-25J „Mitchell“ (seit 2001)
- Chance Vought F4U-4 „Corsair“
- North American T-28B „Trojan“ (seit 2001)
- Alpha Jet
- Cessna CE 208 Amphibian „Caravan“
- Extra 300L
- Cessna 337 push-pull
- Pilatus Porter PC-6

### Hubschrauber
- BO 105 CB
- Bell 47 G-3B-1 (Soloy)
- Bell Cobra TAH-1F
- Eurocopter EC 135

### Fahrzeuge

#### Formel-1-Rennwagen
- Sauber C14
- Sauber C16
- Sauber C17
- Sauber C18
- Sauber C19
- Sauber C20
- Toro Rosso STR1
- Toro Rosso STR2
- Toro Rosso STR3
- Red Bull RB2
- Red Bull RB3
- Red Bull RB4
- Red Bull RB5
- Red Bull RB6
- Red Bull RB7
- Red Bull RB8[8]

#### Sonstige
- Red Bull X2010 S. Vettel[9]
- zahlreiche weitere Wagen und Motorräder

### Pflanzen
Neben den Flug- und Fahrzeugen werden im Hangar auch einige große exotische Pflanzen ausgestellt.

## Gastronomie und Veranstaltungen

### Restaurant Ikarus
Das Restaurant Ikarus im ersten Stock des Hangar-7 hat 40 Plätze.
Seit Ende 2003 wird das Gastkochkonzept umgesetzt, bis 2013 von Roland Trettl, seit 2014 von Trettls Weggefährten Martin Klein. Jeden Monat übernimmt ein anderer internationaler Starkoch die individuelle Gestaltung des Menus.
Unter dem Patronat von Eckart Witzigmann folgten bisher viele Köche der besten Restaurants der Welt der Einladung nach Salzburg, darunter René Redzepi, Rainer Becker, Jean-Georges Vongerichten, Xavier Pellicier, Carlo Cracco, Grant Achatz, Quique Dacosta, Sergio Herman und Harald Wohlfahrt.
Mit dem Gastkoch im Küchenteam wechselt der Kochstil monatlich. Begleitend dazu wird monatlich eine Folge der Serie Die besten Köche der Welt – Zu Gast im Ikarus produziert und auf dem österreichischen Privatsender ServusTV ausgestrahlt. Vergangene Sendungen sind in der Mediathek auch in Deutschland abrufbar. Zu den 2018 mit der Kamera begleiteten Köche zählten u. a. Paolo Casagrande, Nick Bril vom Restaurant The Jane in Antwerpen, David Kinch und Mats Vollmer in Malmö.
Gault Millau Österreich bewertet das Restaurant mit 18 Punkten (Drei Hauben) für Höchste Kreativität und Qualität, bestmögliche Zubereitung. 2016 wurde es vom Guide Michelin mit zwei Sternen ausgezeichnet.

### Carpe Diem Lounge-Café

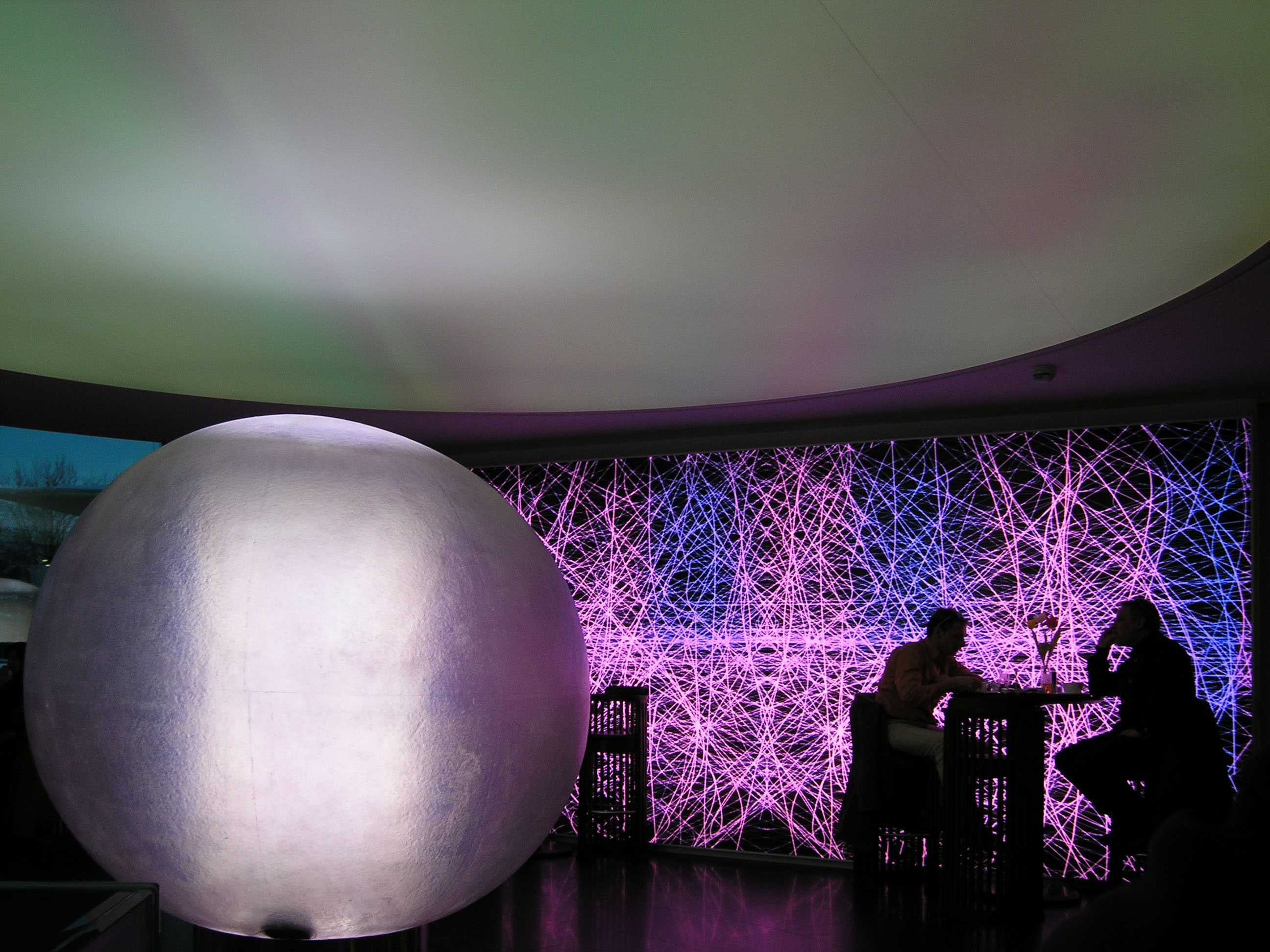
Carpe Diem Lounge-Café (2006)

Das Carpe Diem Lounge-Café ist im Erdgeschoß des Hangar-7 angesiedelt. Neben Kaffeespezialitäten und Getränken werden auch Snacks und Mehlspeisen serviert. Im Carpe Diem Lounge-Café bietet sich ein direkter Blick auf die historischen Flugzeuge und Exponate im Hangar-7, die nur wenige Meter – und lediglich durch eine Glasfront getrennt – vor den Tischen des Cafés stehen.

### Mayday Bar
Die Mayday Bar im 2. Stock des Hauses bietet Cocktails und „Bar Food International“, das von Executive Chef Martin Klein und dessen Team zubereitet wird.

### Threesixty

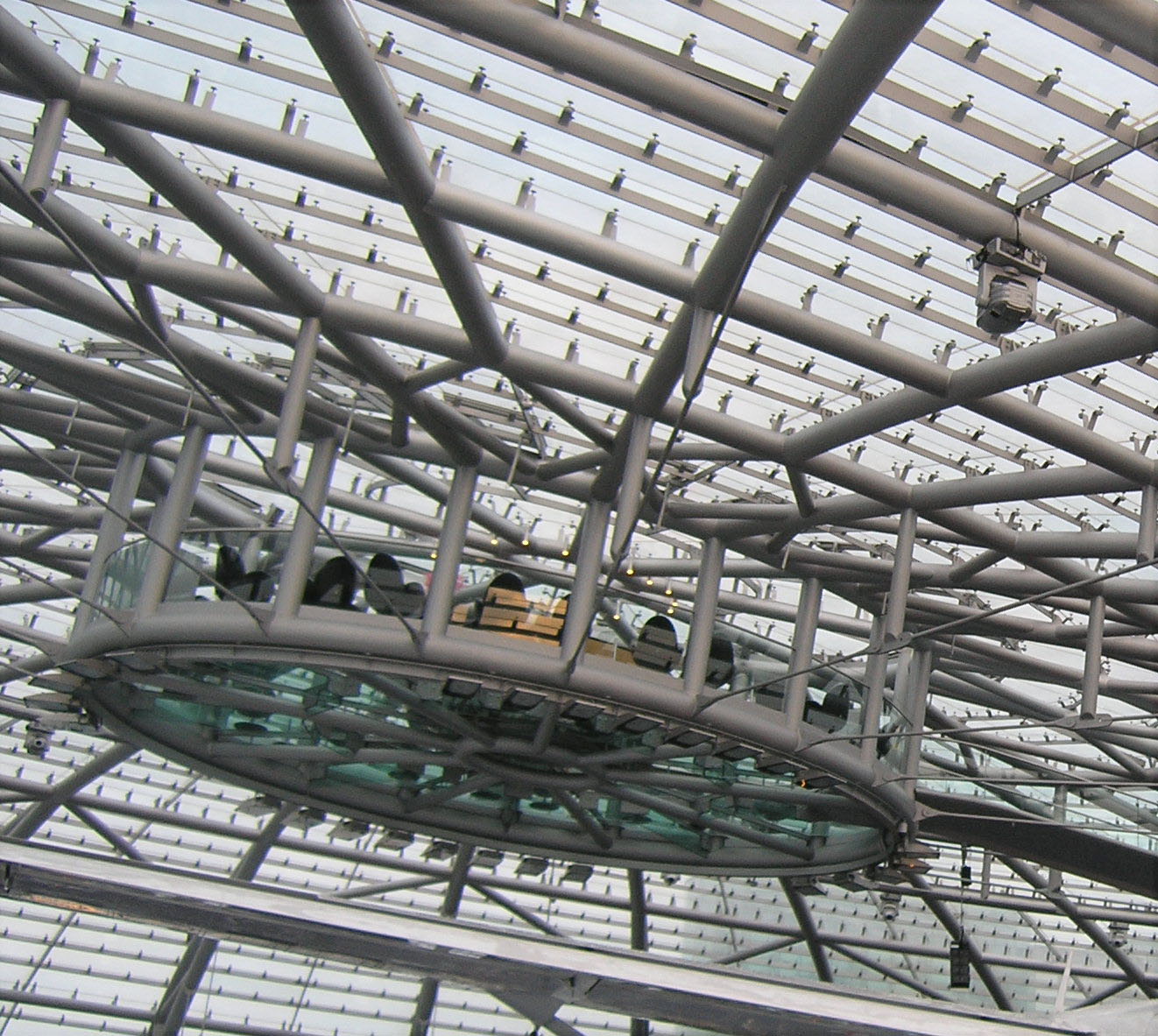
Im Dach integrierte Threesixty Bar (2006)

Die Threesixty Bar (auch: Bar 360) hängt in einem auch am Boden verglasten Zylinder im Zenit der Dachwölbung, wo 36 Meridionalrohrstreben zu 18 und zuletzt 9 Radspeichen am etwas schräg liegenden Pol zusammenlaufen. Per 360-Grad-Rundumblick sind sowohl das Bergpanorama als auch die Exponate zu sehen. Diese Bar wurde erst nachträglich im Bauwerk errichtet und ist über einen gekurvten Steg barrierefrei von der Empore aus erreichbar. Baurechtlich ist die Besucheranzahl auf 20 Personen beschränkt.

### Outdoor Lounge
Ergänzt wurde das Restaurantkonzept im Jahr 2010 durch die im Süden vorgelagerte Outdoor Lounge, in der hauptsächlich Grill-Spezialitäten angeboten werden. Sie ist nur in der Sommersaison bei schönem Wetter geöffnet.

### Veranstaltungen
Der Hangar-7 dient als Bühne für unterschiedliche Veranstaltungen. Neben Musik- und Kunstveranstaltungen dient der Hangar-7 ebenso als Veranstaltungsort für TV-Formate von Servus TV, wie beispielsweise Sport und Talk aus dem Hangar-7 und Talk im Hangar-7. Der Hangar-7 kann auch für private Veranstaltungen gemietet werden.